# Туляганов, Саид Абдунасырович
Саи́д Абдунасы́рович Туляга́нов (род. 25 марта 1982 года, Ташкент) — российский и узбекистанский журналист, кинорежиссёр

, кинопродюсер, сценарист, актёр и телеведущий. Саид является колумнистом в нескольких ведущих изданиях Узбекистана, таких как TBLD, Repost, The Mag, For Him и других.

## Биография
Учился в средней школе № 64 и средней школе № 110 в Ташкенте. Окончил 11 классов в школе № 110 в 1999 году.
После окончания школы, поступил в Ташкентский Государственный Экономический Университет, на факультет «Международные Экономические Отношения». В 2003 году с отличием окончил бакалавриат Ташкентского Государственного Экономического Университета.
В 2011 году поступил на курс PMP (Professional Management Program) в Узбекско-Японский Центр (UJC). В 2011 году с отличием закончил обучение в UJC в группе PMP-17 (A-2).
В 2018 году поступил в Узбекский Государственный Институт Культуры и Искусства в Ташкенте, по направлению «Режиссёр кино и телевидения».
В 2020 году поступил во Всероссийский Государственный Институт Кинематографии, на факультет «Продюсирования».

## Личная жизнь
Саид разведён.
- Дочь — Лайлохон Саидовна Туляганова (род. 20 августа 2007).
- Дочь — Асальхон Саидовна Туляганова (род. 2 апреля 2013).

## Избранные публикации в СМИ
Путешественник и телеведущий Саид Туляганов назвал пятерку самых красивых горных озер в Узбекистане - статья в издании TBLD.uz
Путешественник Саид Туляганов поведал о красоте Таваксайских водопадов - статья в издании TBLD.uz
«Уже нет смысла ехать в Грузию или Казахстан», — путешественник и телеведущий Саид Туляганов про «Амирсай» - статья в издании TBLD.uz
Оскара не будет - статья в издании TBLD.uz
«Иностранец в Узбекистане – редкое явление», – путешественник о развитии туризма внутри страны - статья в издании REPOST.uz
Огромное озеро Резаксай с необитаемыми островами в Ферганской долине - статья в издании REPOST.uz
Топ 3 каньона Центральной Азии - статья в издании REPOST.uz
Путешествие вокруг света. Истории о мечтах, силе духа и любви  - статья в издании TheMag.uz
Интервью с победителем первого республиканского конкурса «Тараккиет» - статья в издании TheMag.uz
Великое будущее: стратегия развития Узбекистана до 2035 года - статья в издании TheMag.uz
Мотопутешественники без границ - статья в издании TheMag.uz
Факты о первом Ташкентском полумарафоне от участников и организаторов - статья в издании TheMag.uz
Как прошел первый самаркандский благотворительный полумарафон - статья в издании TheMag.uz
Великое будущее: стратегия развития Узбекистана до 2035 года - статья на сайте УМЭД

## Фильмография
| Год  | Фильм                                                         | Режиссёр | Сценарист | Продюсер | Ведущий | Актёр | Роль          |
| ---- | ------------------------------------------------------------- | -------- | --------- | -------- | ------- | ----- | ------------- |
| 2020 | Горное путешествие к Ихначкульским озёрам (док. фильм)        | +        | +         | +        | +       |       |               |
| 2021 | Зимнее путешествие по горам Байсунтау (док. фильм)            | +        | +         | +        | +       |       |               |
| 2021 | Путешествие по сказочной Хиве (док. фильм)                    | +        | +         | +        | +       |       |               |
| 2021 | Исследование Арашанской системы озёр (док. фильм)             | +        | +         | +        | +       |       |               |
| 2021 | Речное путешествие по Амударье и Аральскому морю (док. фильм) | +        | +         | +        | +       |       |               |
| 2021 | Обратная сторона яблока (короткометражный фильм)              | +        |           | +        |         |       |               |
| 2022 | Архангельск (док. фильм)                                      | +        | +         | +        | +       |       |               |
| 2022 | Холодная гонка (игровой фильм)                                | +        | +         | +        |         | +     | Томми Моретти |
| 2023 | Поезд в Варанаси (короткометражный фильм)                     | +        | +         | +        |         |       |               |
| 2023 | Уроки Килиманджаро (короткометражный фильм)                   | +        |           | +        |         |       |               |
| 2024 | Система Хотиненко (сериал)                                    | +        | +         | +        |         |       |               |

## Награды и достижения
Победитель Узбекистанского республиканского конкурса по отбору перспективных управленческих кадров «Тараккиёт» в номинации «Лучший управленец в сфере внешней политики, внешнеэкономической деятельности и туризма» (2019)
3 место в номинации «Гран-при за лучший фильм» на конкурсе фестивале «Кино с человеческим лицом» в 2021 году («Обратная сторона яблока» к/ф)
Приз в номинации «Лучший сценарий» на конкурсе фестивале «Кино с человеческим лицом» в 2021 году («Обратная сторона яблока» к/ф)
Фильм "Холодная гонка" получил призы на нескольких фестивалях.
Фильм "Поезд в Варанаси" получил призы на нескольких фестивалях.
Фильм "Уроки Килиманджаро" получил призы на нескольких фестивалях.